# Ivan (trebinjsko-mrkanski biskup)
Ivan, bio je prelat Katoličke Crkve koji je služio kao biskup trebinjsko-mrkanski.

## Životopis
O njegovu se životu ništa ne zna osim da je njegovu pristojbu za imenovanje platio njegov nasljednik Jakov Norvegije.

### Knjige
- Perić, Ratko. 2020. Kronotaksa trebinjsko-mrkanskih biskupa s nekim prijepornim pitanjima.   Krešić, Milenko (ur.). Trebinjsko-mrkanska biskupija za vrijeme posljednjeg biskupa ordinarija Nikole Ferića (1792.-1819.) i nakon njega. Teološko-katehetski institut u Mostaru. Mostar. str. 9–33

| Titule u Katoličkoj Crkvi  | Titule u Katoličkoj Crkvi        | Titule u Katoličkoj Crkvi  |
| -------------------------- | -------------------------------- | -------------------------- |
| prethodnik Nikola de Paden | Biskup trebinjsko-mrkanski 1389. | nasljednik Jakov Norvegije |